# Przybyradz (powiat świdwiński)
Przybyradz (dawniej: niem. Bullenberg) – osada w Polsce położona w województwie zachodniopomorskim, w powiecie świdwińskim, w gminie Świdwin.